# 山口県道324号綾木秋吉線
山口県道324号綾木秋吉線（やまぐちけんどう324ごう あやぎあきよしせん）は、山口県美祢市を通る、かつて存在した一般県道である。

## 概要
美祢市美東町綾木から美祢市秋芳町秋吉に至る。2011年（平成23年）に県道指定から外れた。全般的に狭い道が続く路線である。
廃止と同日付の山口県告示第232号により、旧美祢市道植竹目畑線（現・国道435号）交点（美祢市美東町大田）より南（起点側）は山口県道240号湯ノ口美祢線に編入され、これより北は市道に降格となった。

### 路線データ
- 起点：美祢市美東町綾木[1]（山口県道240号湯ノ口美祢線交点）
- 終点：美祢市秋芳町秋吉[1]（国道435号[注釈 1]交点）

## 歴史
- 1974年（昭和49年）5月24日 - 山口県告示第436号により認定される。
- 2011年（平成23年）5月27日 - 山口県告示第230号により廃止される[1]。

## 地理

### 通過していた自治体
- 山口県
  - 美祢市

### 交差していた道路
| 交差する道路              | 交差する場所 | 交差する場所 |
| ------------------------- | ------------ | ------------ |
| 山口県道240号湯ノ口美祢線 | 美東町綾木   | 起点         |
| 国道435号                 | 秋芳町秋吉   | 終点         |

### 沿線
- 秋吉台（終点付近）